# Firmin (Schauspieler)

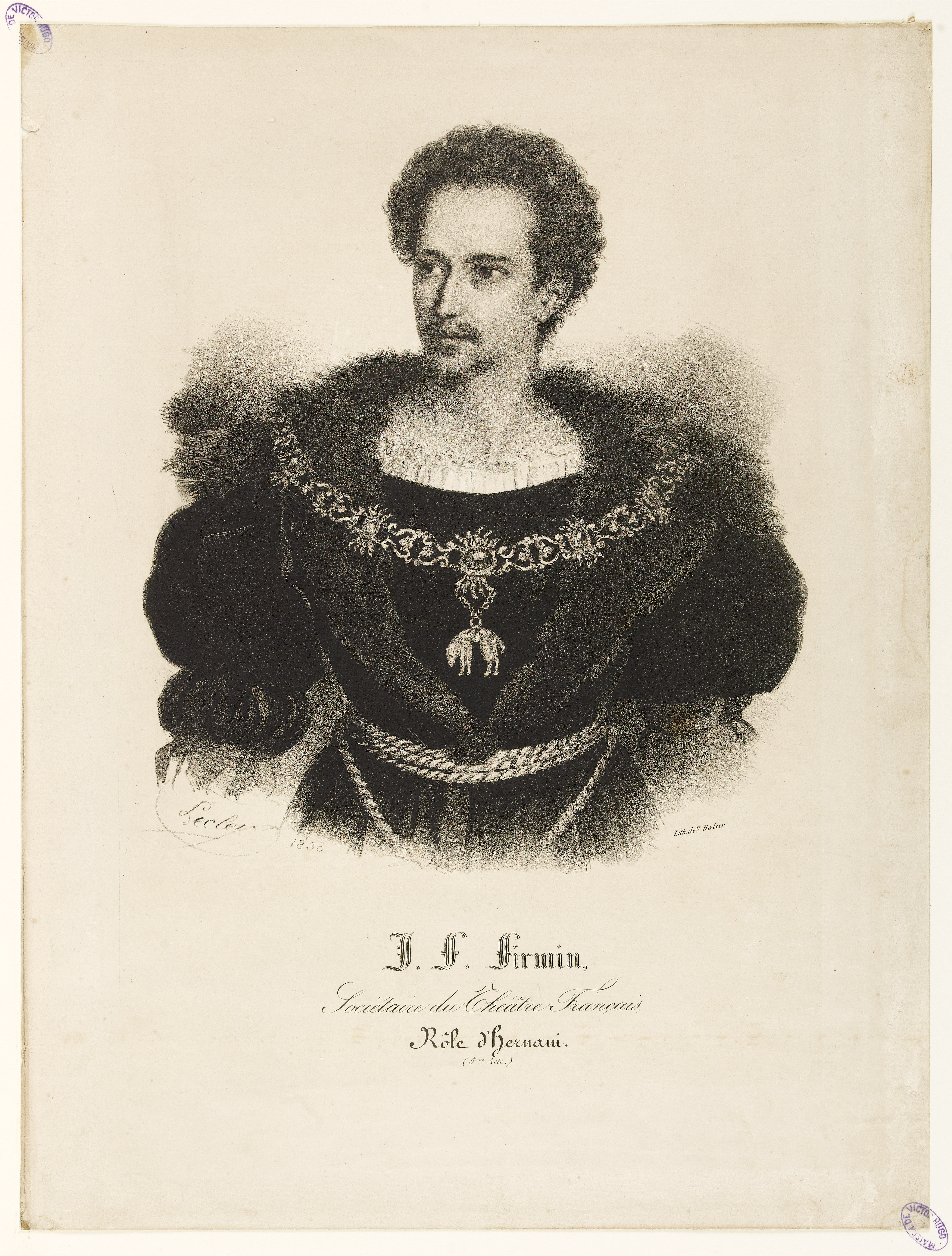
Firmin in der Rolle des Hernani in Victor Hugos gleichnamigem Drama

Firmin, auch J.-B. Firmin, bürgerlich François Becquerelle (* 6. April 1784 in Paris; † 30. Juli 1859 in Le Coudray-Montceaux), war ein französischer Schauspieler.

## Leben
Über die Herkunft und Ausbildung Firmins ist lediglich bekannt, dass er der Sohn eines Essighändlers war, der bereits im Alter von 16 Jahren an die Bühne ging und um das Jahr 1800 ein Engagement am Théâtre des Jeunes-Artistes einging.
Das erste richtige Engagement ging Firmin mit Louis-Benoît Picard ein, der das Théâtre Louvois führte. Von der Statur her zu klein für die großen tragischen Rollen, kamen seine Fähigkeiten für das Lustspiel voll zum Tragen und er debütierte hier in Destouches Komödie Le Jeune-Homme A L'Épreuve.
Nach seinem Wechsel an das Odéon im Jahr 1806 konnte Firmin in zahlreichen Stücken sein Können beweisen. Regelmäßig in tragenden Rollen besetzt, wurde im Jahr 1811 Napoleon auf ihn aufmerksam, der ihn daraufhin an die Comédie-Française beorderte. Sein etwas holperiger Start, er konnte zuerst nicht mit seiner Rollenkenntnis überzeugen, wurde durch eine Umbesetzung geregelt, was letztlich zum Erfolg führte. Schließlich wurde er im Jahr 1817 in die Société de la Comédie-Française aufgenommen.
Nachdem Fleury und Saint-Fal in den Ruhestand gegangen waren und Talma gestorben war, war für Firmin der Weg für die großen Hauptrollen frei. Dabei wurden ihm beide Genres, die Komödie und das Drama, zugetraut. Das rief jedoch auch Unmut hervor und so behauptete der Dramatiker Antoine-Vincent Arnault, Firmin würde sich als der neue Talma ausgeben, wodurch sich Firmin genötigt sah, in einem Brief, der 1828 veröffentlicht wurde, Stellung zu beziehen und das zurückzuweisen.
Im Jahr 1831 verließ Firmin die Comédie, um in der Provinz und im Ausland zu spielen, wo ihm großer Erfolg zuteilwurde. Nach zwei Jahren in der Diaspora kehrte er an die Comédie zurück und stellte sich, ganz wie selbstverständlich, bei der Rollenvergabe hinten an, obwohl sein Talent in dieser Zeit nicht gelitten hatte.
Firmin war 59 Jahre alt, als er bemerkte, dass sein Gedächtnis langsam nachließ, und er nahm den Bühnenabschied. Seine Abschiedsvorstellung, zu seinen Gunsten, die ebenfalls 1845 stattfand, brachte eine erhebliche Summe ein. Auch wenn er gedrängt wurde, sich an weiteren Inszenierungen zu beteiligen, zog er sich auf sein Anwesen in Coudray zurück, das eine beachtliche Größe hatte. Dort lebte er mit seiner Frau, bis diese verstarb. Als Witwer vereinsamte er zunehmend und er verbrachte viel Zeit mit ausgedehnten Spazierritten oder kleineren Tischlerarbeiten. Zuletzt kam nur noch der örtliche Pfarrer zu Besuch. Sein Tod, durch einen Fenstersturz, blieb mysteriös. Es kursierten zwei Varianten, wobei die eine behauptete, er habe sich selbst aus dem Fenster gestürzt, da er unheilbar krank gewesen sei. Die zweite Variante sah einen Unfall, der durch das Hinauslehnen aus dem Fenster, um die Fensterläden zu bedienen, als Ursache.
Insgesamt sahen die Kritiken, über dreißig Jahre an der Comédie-Française hinweg, durchgehend seine Leichtigkeit und Sensibilität, sein Rollenverständnis und Feuer in der Darbietung als herausragend an, was aufgrund seines schmächtigen Körperbaus als nicht selbstverständlich gesehen wurde. Sein Biograph listet dann auch über 100 Inszenierungen auf, in denen er die Hauptrolle verkörperte.